# Petr Široký
Petr Široký, né le 29 juin 1903 à Pyšel (République tchèque) et mort le 17 février 1983, est un aviateur tchèque.